# Municipio de Springfield (condado de Allen)
El municipio de Springfield (en inglés, Springfield Township) es un municipio del condado de Allen, Indiana, Estados Unidos. Tiene una población estimada, a mediados de 2023, de 4645 habitantes.

## Geografía
Está ubicado en las coordenadas 41°13′55″N 84°53′45″O / 41.23194, -84.89583. Según la Oficina del Censo, tiene una superficie total de 91.60 km², de los cuales 91.44 km² corresponden a tierra firme y 0.16 km² están cubiertos de agua.

## Demografía
Según el censo de 2020, en ese momento había 4541 personas residiendo en la zona. La densidad de población era de 49.7 hab./km². El 97.03 % de los habitantes eran blancos, el 0.35 % eran afroamericanos, el 0.02 % era amerindio, el 0.11 % eran asiáticos, el 0.37 % eran de otras razas y el 2.11 % eran de una mezcla de razas. Del total de la población, el 1.76 % eran hispanos o latinos de cualquier raza.